# Pawieł Jelisiejew
Pawieł Andriejewicz Jelisiejew (ros. Павел Андреевич Елисеев, ur. 1893 we wsi Ramienki w guberni riazańskiej, zm. ?) – radziecki polityk.

## Życiorys
Od maja do października 1917 był członkiem SDPRR (zjednoczonej), a od października 1917 SDPRR(b), od 1918 do lipca 1920 wchodził w skład Komitetu Powiatowego RKP(b) w Riazaniu, potem Prezydium Komitetu Wykonawczego Riazańskiej Rady Gubernialnej. Od sierpnia 1920 do 8 września 1921 był przewodniczącym Komitetu Wykonawczego Riazańskiej Rady Gubernialnej, od października 1921 do września 1922 komisarzem aprowizacyjnym guberni riazańskiej, od września 1922 do 1923 przewodniczącym riazańskiego gubernialnego Sownarchozu, 1923-1924 przewodniczącym Kostromskiej Rady Miejskiej, a od stycznia 1924 do kwietnia 1925 przewodniczącym Komitetu Wykonawczego Kostromskiej Rady Gubernialnej.